# Porta Sanqualis

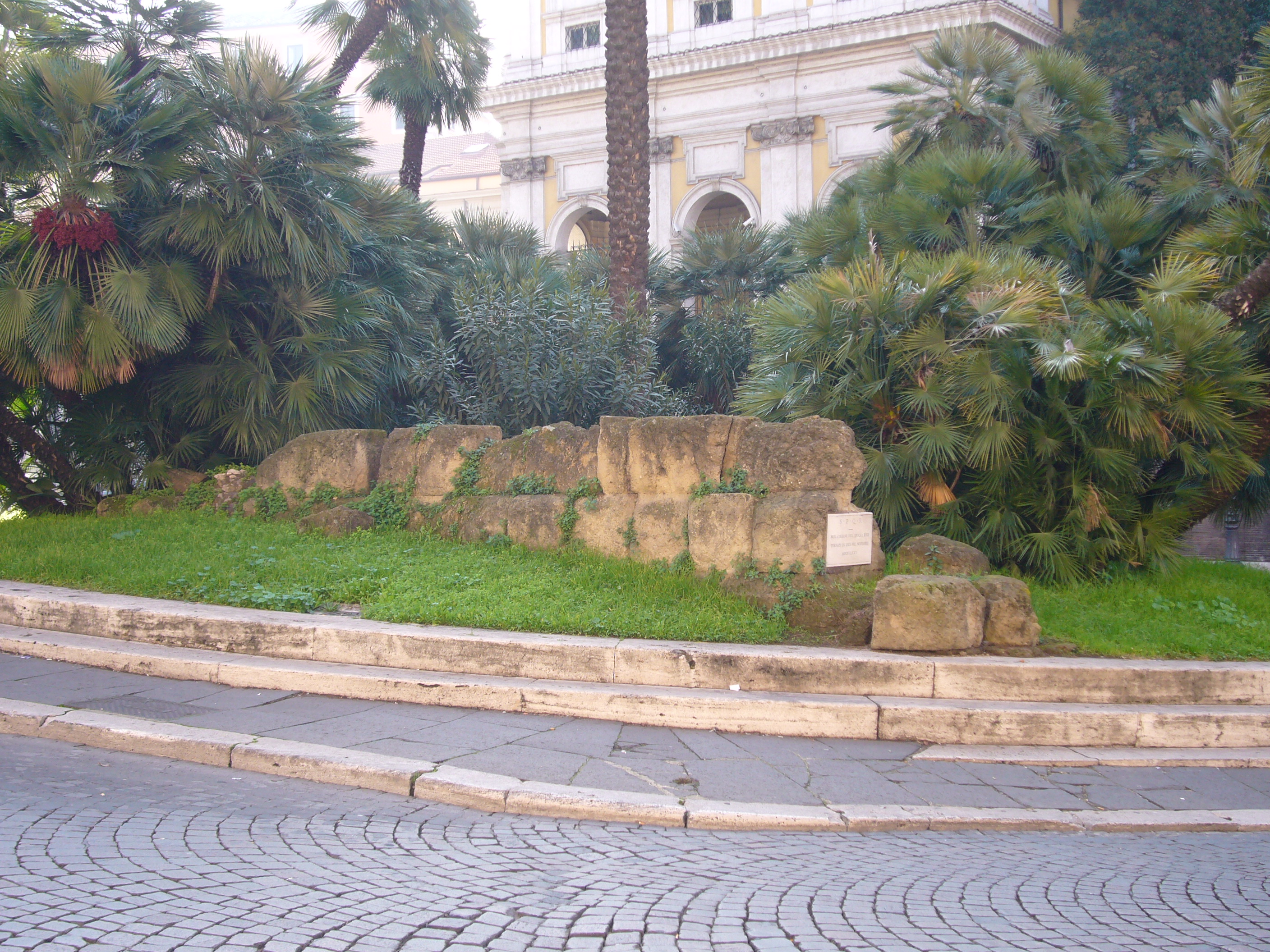
Mauerreste auf dem Largo Magnanapoli

Die Porta Sanqualis war ein antikes Stadttor der Servianischen Mauer in Rom.
Benannt wurde das Tor nach dem in unmittelbarer Nähe befindlichen Tempel des Sancus, der sich auf dem Quirinal erhob. Das Tor lag demnach südlich des Tempels auf dem Collis Mucialis und war das südlichste von insgesamt fünf Stadttoren der Servianischen Mauer in diesem Gebiet, deren Verlauf dort anhand zahlreicher Reste gut erschlossen ist. Die porta Sanqualis wird mit Resten der Mauer auf dem Largo Magnanapoli in Verbindung gebracht und muss sich ganz in deren Nähe befunden haben, sollten die erhaltenen Tuffblöcke nicht zum Tor selbst gehört und dessen Außenseite gebildet haben. In unmittelbarer Nachbarschaft haben sich im ehemaligen Palazzo Antonelli Reste einer Geschossanlage wohl sullanischer Zeit erhalten.